# Gerda Taro
Pour les articles homonymes, voir Taro.

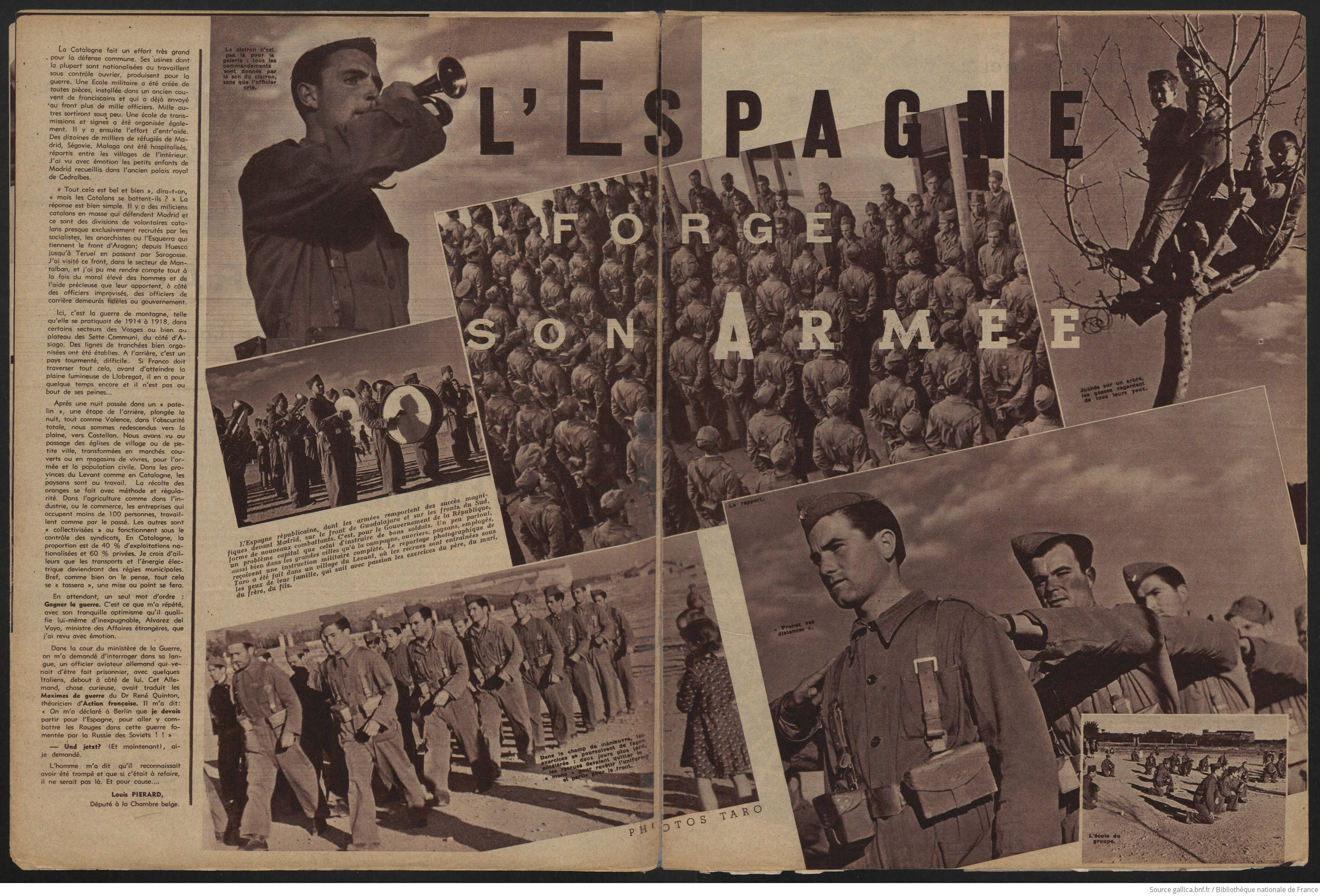
Double page du journal Regards d'avril 1937. Photographies prises par Gerda Taro.

Gerta Pohorylle, dite Gerda Taro, née le 1er août 1910 à Stuttgart, Allemagne, et morte le 26 juillet 1937 à l'Escurial en Espagne, est une photojournaliste allemande, connue notamment pour ses reportages sur la guerre d'Espagne.
Dotée d’une personnalité forte, elle est une icône de la photographie de guerre. Engagée, passionnée, intellectuelle et téméraire, elle n’hésitait pas à prendre des risques afin d’offrir le cliché le plus conforme à la réalité des combats et des conditions humaines.
Elle est la première femme photographe de guerre à avoir trouvé la mort lors d'un reportage, pendant la guerre civile espagnole, en 1937, à vingt-six ans.
La découverte tardive de nombreux négatifs donne une dimension nouvelle à son travail, longtemps sous-estimé et peu documenté.
Elle a été la compagne du photographe de guerre Robert Capa, dont elle a inventé le pseudonyme et contribué à lancer la carrière.
Elle est inhumée au cimetière du Père-Lachaise à Paris, ville où elle avait trouvé refuge en 1933 pour échapper au nazisme.

## Biographie

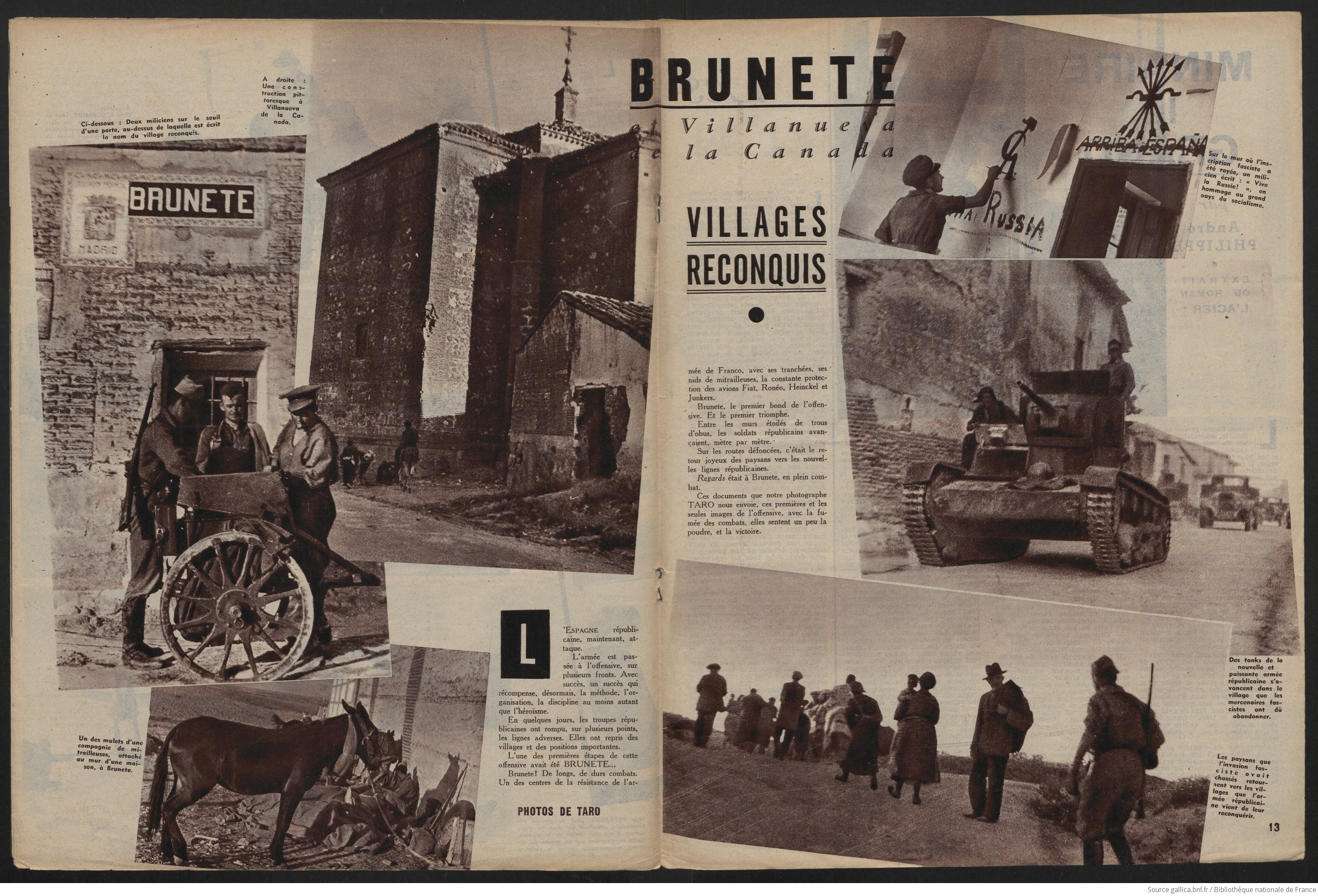
Double page du journal Regards de juillet 1937. Photographies prises par Gerda Taro.

Née au sein d'une famille modeste de commerçants juifs immigrés de Galicie, Gerta Pohorylle bénéficie d'une éducation bourgeoise et artistique. Sa famille, endettée, déménage à Leipzig vers 1930.
Elle y fait la connaissance d'un étudiant en médecine, Georg Kuritzke, qui lui confirme ses intuitions révolutionnaires. En 1933, après s’être jointe à des groupes de gauche antinazis, elle est arrêtée

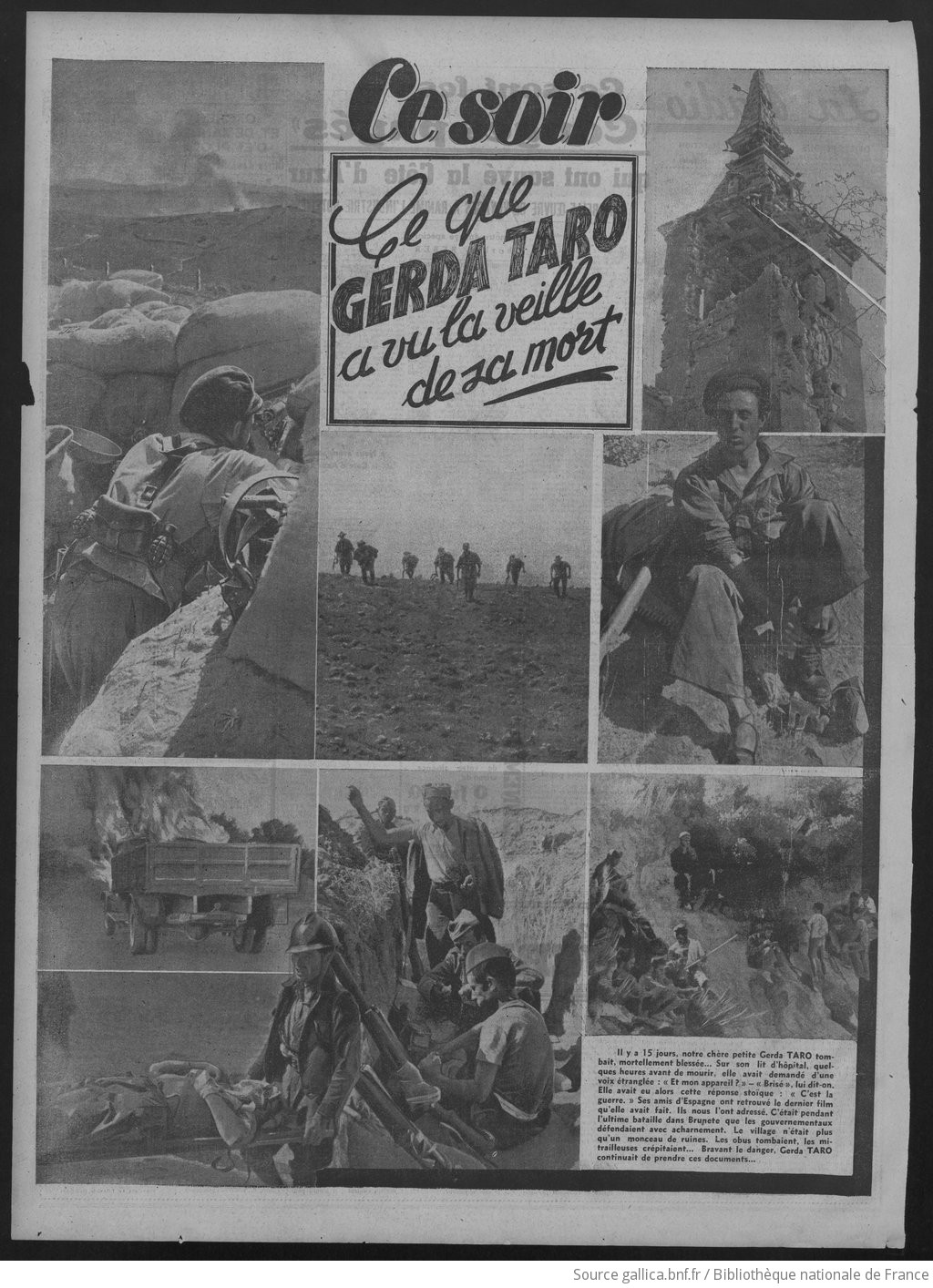
Page du journal Ce Soir d'août 1937 compilant des photographies prises par Gerda Taro dans les jours précédant sa mort.

pour distribution de tracts et fait l’expérience de la prison. À la fin de la même année, face à la montée de la répression contre les opposants politiques, elle est contrainte de quitter l’Allemagne.
Elle s'installe à Paris fin 1933 avec son amie Ruth Cerf. En ces temps où la France souffre de la Grande Dépression économique mondiale, Gerda ne trouve que des travaux occasionnels (jeune fille au pair, dactylographe, secrétaire, modèle), et passe une partie importante de sa vie dans les cafés du quartier du Montparnasse, notamment Le Dôme et Le Capoulade, où bon nombre d'artistes et d'intellectuels se retrouvent, se lie avec d'autres antifascistes réfugiés en France,.
Elle y anime le groupe Leipziger Kreis avec Trudel Frank-Fromm, Ruth Cerf et Willi Chardack, groupe qui se réunit au café Capoulade sur le boulevard Saint-Michel, et auquel participent les membres du S.A.P (Parti socialiste ouvrier d'Allemagne) en exil.
Elle travaille ensuite comme assistante à l'agence Alliance-Photo créée par Maria Eisner, Pierre Verger et Pierre Boucher en 1934.

### L’«invention» de Robert Capa

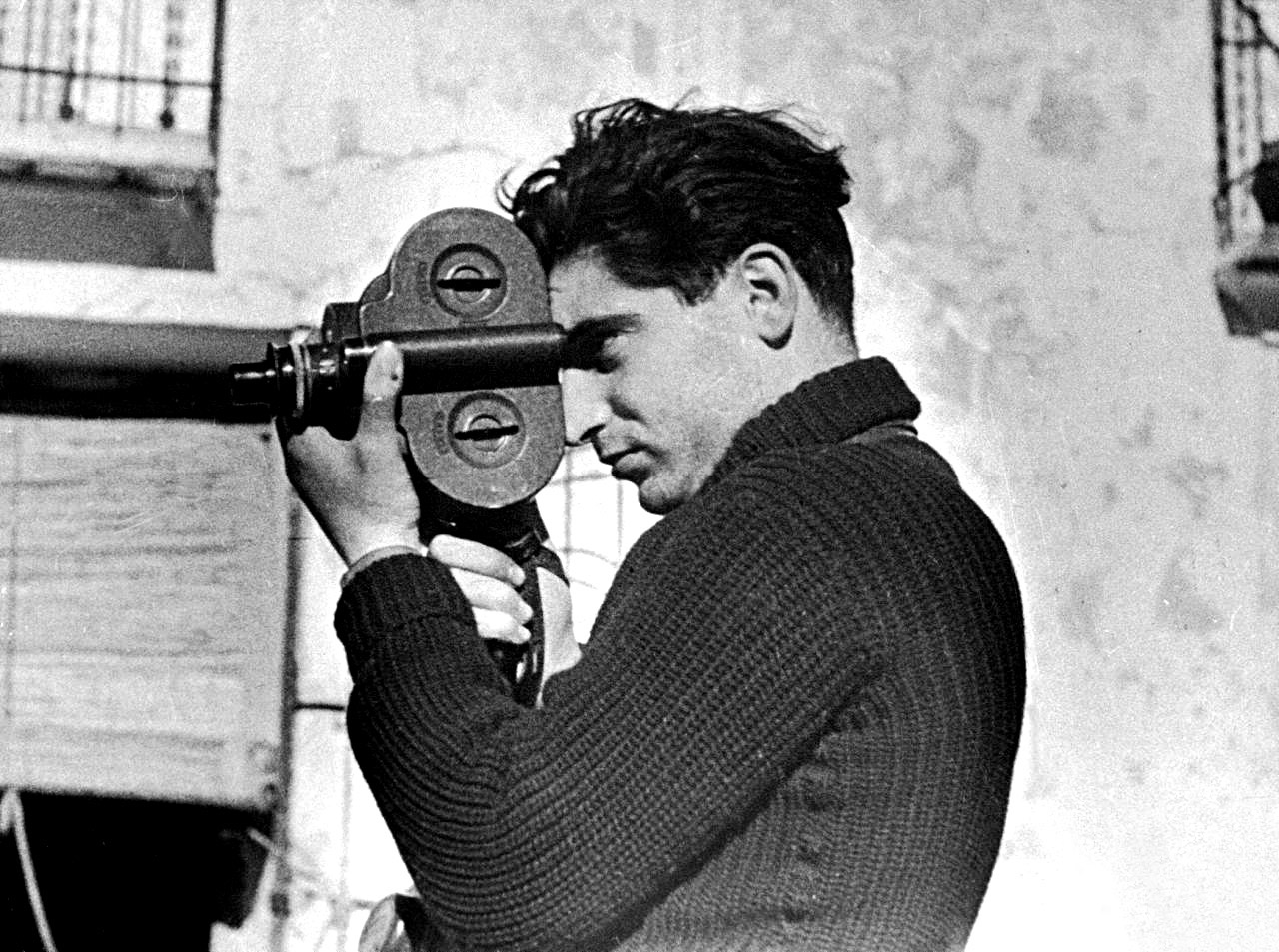
Robert Capa photographié par Gerda Taro en mai 1937.

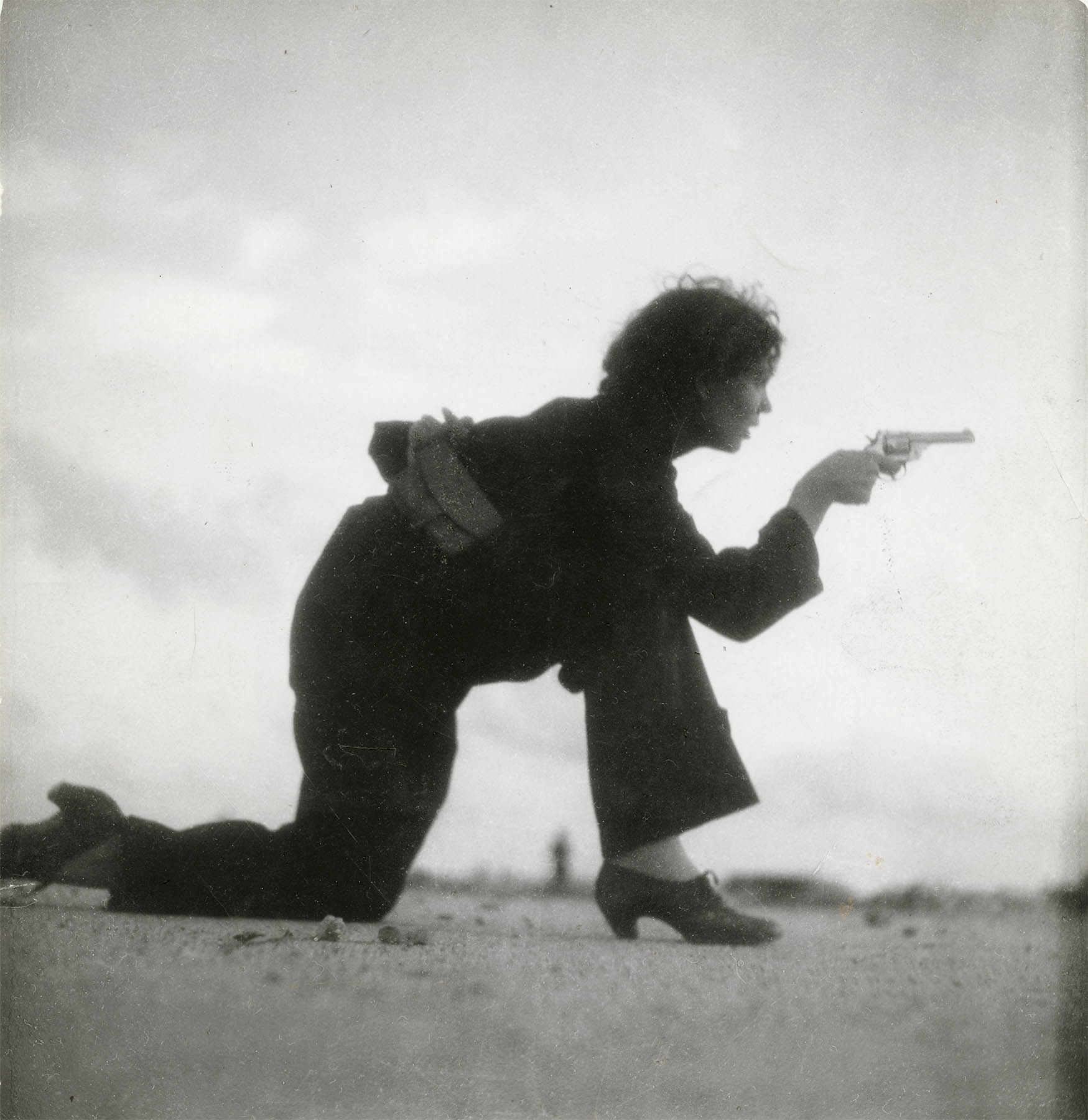
Soldate républicaine à Barcelone, Gerda Taro, photographie sur la plage du Somorrestro, à Barcelone, août 1936.

Gerda Taro fait la connaissance du photographe d'origine hongroise Endre Ernő Friedmann, avec qui elle travaille et entretient une liaison amoureuse à partir de 1935. Elle le fait entrer à Alliance-Photo.
Leur carrière ne décolle pas vraiment, jusqu'au stratagème qui lance la carrière de Friedmann. En effet, elle invente pour lui le personnage du « photographe américain » et lui donne le pseudonyme de Robert Capa. Elle choisit pour elle-même celui de Gerda Taro. Gerda fait avec talent la promotion des clichés de son compagnon auprès des journaux.
Leur relation à la fois amoureuse et professionnelle , c'est un échange équitable. Ils travaillent ensemble, sans domination de la part de Capa, et s’apportent mutuellement. Ce n’est qu’à titre posthume qu’est attribuée toute la notoriété à Robert Capa, rendant Gerda Taro invisible.

### Son travail de photographe

#### Apprentissage et parcours professionnel
Gerda Taro débute en assistant des photographes en chambre noire. Le matériel coûtant très cher, elle n’a pas de quoi s’acheter son propre appareil au départ. Cela lui permet d’en apprendre beaucoup sur la technique avant de se mettre à la pratique. Elle se procure par la suite un Leica et un Rolleiflex, appareils qu’elle utilisera toute sa carrière.
Elle travaille ensuite chez Alliance-Photo avec zèle et propulse les ventes de l’agence.
Après cela elle décide de se lancer en tant que photographe professionnelle mais rares sont les photos qu’on a retrouvées d’elle de cette époque, puisqu’elle a d’abord publié sous le nom de Capa, avant l’invention du copyright commun “Reportage Capa et Taro” en 1936. Ses photos sont publiées dans de nombreux magazines et journaux comme Ce soir, ABC, le Berliner Illustrierte Zeitung, Regards, Het Leven, Life, Vu, The Illustrated London News, le Zuricher Illustrierte.

#### Son engagement et sa technique personnelle
L’objectif principal de Gerda Taro est de rendre compte en images d’une victoire républicaine dans le conflit en Espagne. Étant très politisée, elle partage les combats et les victoires des républicains espagnols et ses reportages photographiques témoignent de cet prise de position.
Elle traverse les grandes villes espagnoles comme Barcelone, et s’arrête notamment dans celles situées en périphérie de Madrid : la Granjuela, le front d’Aragon, le front de Huesca, le pont de Arganda, Jarama, Carabanchel, Calahonda, Brunete, etc.
En arrivant en Espagne, Gerda s’intéresse particulièrement aux nouveaux comportements révolutionnaires mêlés aux anciens comportements du quotidien. Une femme assise qui lit un magazine de mode avec un fusil sur l’épaule, un homme qui porte une cravate sur un bleu de travail ou encore des barricades utilisées comme terrain de jeux pour enfants. C’est cette impression d’être au cœur de l’histoire, d’être en train de changer le cours des choses grâce à la photographie qui la transporte. De plus, Gerda n’est pas une observatrice qui prend de la distance avec ce qu’elle immortalise. Elle souhaite être au plus proche des événements, ne se satisfaisant pas d’un endroit à l’abri pour prendre une photo mais préférant vivre la scène sur le terrain, comme les soldats et les victimes.
Avec Capa, ils veulent que leurs photos évoquent la même chose partout, pour tous. Ils s’intéressent aux femmes miliciennes, aux guerrières, aux visages, à la misère et à la combativité d’un peuple en lutte pour sa liberté. Cependant, contrairement à lui, Gerda axe une partie de son travail sur le fait de prendre des clichés de victimes civiles, en particulier des femmes et des enfants.

### 1936, première carte de presse
Sa première carte de presse date du 4 février 1936, délivrée par A.B.C. Press-Service, une agence de photo d'Amsterdam.
Dès le début de la guerre d'Espagne, Taro et Capa suivent les combats des Brigades internationales aux côtés des combattants républicains, comme photographes de guerre.
Alors qu'ils signent leurs photos de leurs deux noms, Capa y gagne une reconnaissance mondiale, tandis que le travail de Taro reste dans l’ombre. Elle décide de le quitter pour couvrir le bombardement de Valence et vendre son travail sous son seul nom.

### 1937, la mort en reportage

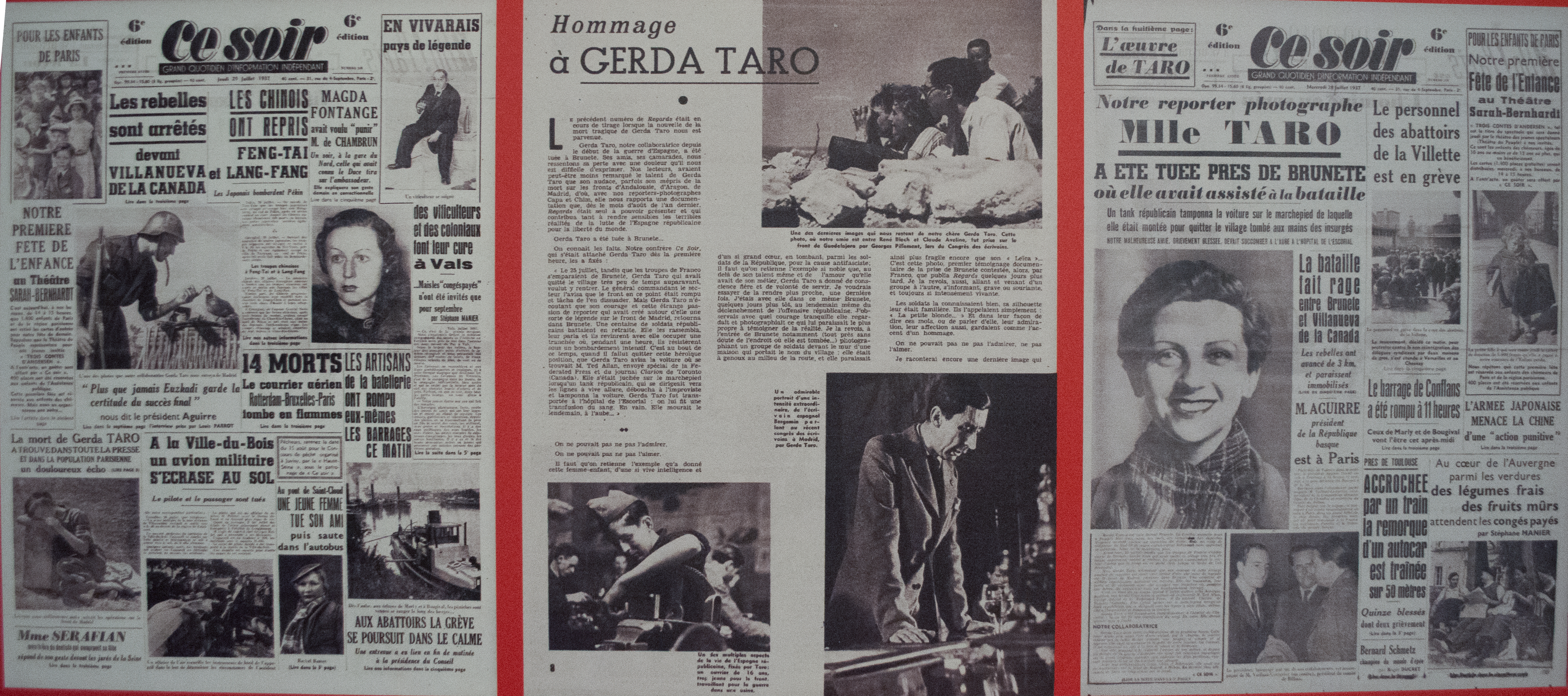
L'annonce de la mort de Gerda Taro dans la presse française.

Lors des violents combats autour de Madrid près de Brunete, elle est écrasée par un char républicain alors qu'elle était juchée sur le marchepied d'une voiture où se trouvait également Ted Allan, envoyé spécial de la Federated Press et du journal Clarion de Toronto, qui a eu un pied cassé,.
Elle meurt le lendemain de l'accident, 
le 26 juillet 1937, à l'hôpital de l'Escurial où des amis, le poète Rafael Alberti et son épouse María Teresa León, vont reconnaître le corps.
Elle est la première femme photographe de presse tuée dans l'exercice de ses fonctions.
Son enterrement au cimetière du Père-Lachaise, le 1er août 1937, en présence de milliers de personnes, devient une manifestation antifasciste. Son éloge funèbre est prononcé par Pablo Neruda et Louis Aragon. Sa tombe située près du mur des Fédérés, division 97 du cimetière, est dessinée par le sculpteur Alberto Giacometti à la demande d'Aragon : il l'orne d'une simple vasque et d'un oiseau mythologique, le faucon Horus, symbole de lumière et de résurrection. La date de naissance mentionnée sur la tombe est 1911 au lieu de 1910. Sa tombe est profanée par les nazis en 1942.
En septembre 1937, lors de son premier voyage à New York, Robert Capa convainc, avec l'aide de son agent Léon Daniel, les Éditions Covici-Friede de publier Death in the Making, un album d'une centaine de photos réalisées en Espagne. Il s'agit de reportages que Gerda Taro et Robert Capa ont effectués ensemble ou séparément entre août 1936 et juillet 1937, pour les hebdomadaires Vu et Regards, ainsi que pour le quotidien Ce Soir dirigé par Louis Aragon. La préface est signée du journaliste du Chicago Tribune Jay Allen, la maquette, du photographe hongrois André Kertész. L'album paraît au début de l'année 1938. Après Gerda, le roman de Pierre-François Moreau publié en 2018 restitue cet épisode de la vie de Robert Capa.
L’amour était presque parfait, le roman de Jean-Michel Thénard publié en 2023 revient également sur cet épisode de la vie de Robert Capa avant sa rencontre avec l’actrice Ingrid Bergman.

### La valise mexicaine
En 2007, une valise retrouvée à Mexico, contenant 4 500 négatifs de Gerda Taro, Robert Capa et David Seymour réalisés au cours de la guerre d’Espagne, permet de considérer sous un nouvel angle l'importance du travail de Gerda Taro et sa relation professionnelle avec Robert Capa. En effet, certaines photographies attribuées à Capa seraient en fait l'œuvre de Taro,.

## Postérité et hommages

### Romans
- Pierre-François Moreau Après Gerda, Les Éditions du Sonneur, Paris, 2018  (ISBN 978-2-37385-079-6)
- Helena Janeczek, La Fille au Leica (it) (La ragazza con la Leica), Actes Sud, Paris, 2018  (ISBN 978-2-330-11380-3)
- Serge Mestre, Regarder, Sabine Wespieser, Paris, 2019  (ISBN 978-2-848-05304-2).
- Isabelle Mayault, Une longue nuit mexicaine, Gallimard et Folio, Paris, 2019  (ISBN 978-2-07-288171-8).
- Alice Zeniter, Comme un empire dans un empire, Flammarion (ISBN 978-2-0815-1543-7) p. 158
- Olivier Weber, Dans l’œil de l'archange, Calmann-Lévy, Paris, 2023  (ISBN 978-2-7021-6686-4)

### Hommages publics
- La mairie du 14e arrondissement et la Ville de Paris ont décidé l'apposition en 2014 d'une plaque commémorative officielle en sa mémoire, ainsi que celles de Robert Capa et David Seymour, sur l'immeuble où ils ont tous trois travaillé, au 37 rue Froidevaux[17].
- La mairie du 13e arrondissement de Paris a présenté en 2019 une exposition en sa mémoire[18].
- En son hommage, le 13e arrondissement de Paris et la Ville de Paris ont décidé de nommer une nouvelle voie rue Gerda-Taro en 2019[19].
- Il existe également d'autres voies à son nom : une place à Stuttgart, une allée à Villeurbanne, une rue à Madrid.
- Une école de Leipzig porte son nom.
- En 2022, son travail est présenté dans le cadre de l'exposition Femmes photographes de guerre au musée de la Libération de Paris - musée du Général Leclerc - musée Jean-Moulin, à Paris[20].
- En 2023 le Conseil municipal de Granville rend hommage à la reporter en baptisant l'escalier menant à la gare "escalier Gerda Taro".

### Musique
En 2012, le groupe anglais Alt-J sort une chanson intitulée Taro. Elle raconte la mort du photographe Robert Capa, compagnon de Gerda Taro, tué par une mine pendant la guerre d'Indochine.

### Internet
Le 1er août 2018, Google a rendu hommage à Gerda Taro sur la page d'accueil de son moteur de recherche, avec un Doodle montrant une illustration de la photographe souriante et tenant un appareil 24x36, sur fond de négatif noir et blanc, avec la mention : « Il y a 108 ans naissait Gerda Taro ».

### Documentaires
- Patrick Rotman, La Tragédie des Brigades Internationales, Arte, 2016, où il est plusieurs fois question de Robert Capa et Gerda Taro voir en ligne.
- Sigrid Faltin, Femmes photographes de guerre, 52 minutes, Allemagne, 2014, diffusé sur Arte, juillet 2018. Un portrait de quatre femmes, figures majeures de la photographie de guerre : Alice Schalek, Gerda Taro, Lee Miller, Camille Lepage[22].
- Sur les traces de Gerda Taro, documentaire de Camille Ménager, 2020, 60 min[23].
- La Photographe, film de Alexander Graeff, 2023.